# Elezioni presidenziali in Siria del 1985
Le elezioni presidenziali in Siria del 1985 si tennero il 10 febbraio.
La Costituzione siriana prevedeva che il Presidente dovesse essere scelto dal Partito Ba'th e che la sua candidatura dovesse essere approvata prima dal Consiglio del popolo e poi dal popolo siriano tramite referendum. Il consiglio del popolo scelse Hafez al-Assad, segretario del Partito Ba'th.

## Risultati
| A favore        | 6 200 428 | 99,99 |  |  |  |  |  |  |
| Contro          | 376       | 0,01  |  |  |  |  |  |  |
| Totale          | 6 200 804 | 100   |  |  |  |  |  |  |
|                 |           |       |  |  |  |  |  |  |
| Voti non validi | 1 456     | 0,02  |  |  |  |  |  |  |
| Votanti         | 6 202 260 | 94,53 |  |  |  |  |  |  |
| Elettori        | 6 560 862 |       |  |  |  |  |  |  |